# 六华镇
六华乡，是中华人民共和国四川省凉山彝族自治州会理市下辖的一个乡镇级行政单位。2014年，倉田鄉與三地鄉、六華鄉合併為六华镇。

## 行政区划
六华乡下辖以下地区：
白李村、大坪村、张家村、中梁村和光明村。